# Apogonichthys ocellatus
Apogonichthys ocellatus är en fiskart som först beskrevs av Weber, 1913.  Apogonichthys ocellatus ingår i släktet Apogonichthys och familjen Apogonidae. IUCN kategoriserar arten globalt som livskraftig. Inga underarter finns listade i Catalogue of Life.